# Sergiu Nicolaescu
Sergiu Nicolaescu (Târgu Jiu, 13 de abril de 1930 – Bucareste, 3 de janeiro de 2013) foi um cineasta romeno, diretor de Dacii (1967) e  Un comisar acuză (1974), entre outros filmes.

## Filmografia
- Dacii – 1967
- Lupta pentru Roma (co-diretor Robert Siodmack) – 1968
- Ciorap de piele (co-diretor Pierre Gaspard-Huit) – 1968
- Ultimul mohican – 1968
- Lacul din Ontario – 1968
- Preeria – 1968
- Mihai Viteazul – 1971
- Atunci i-am condamnat pe toţi la moarte – 1972
- Cu mâinile curate - 1972
- Lupul mărilor (co-diretor Wolfgang Staudt) – 1972
- Răzbunarea – 1972
- Ultimul cartuş – 1973
- Un comisar acuză – 1974
- Nemuritorii – 1974
- Insula comorilor – 1975
- Piraţii - 1975
- Zile fierbinţi – 1975
- Osânda – 1976
- Accident – 1976
- Războiul independenţei (Pentru patrie) (co-realiz. Doru Năstase, Gh. Vitanidis) – 1977
- Revanşa – 1978
- Nea Mărin miliardar – 1978
- Mihail, câine de circ – 1978
- Ultima noapte – 1979
- Capcana mercenarilor – 1980
- Duelul – 1981
- Întâlnirea – 1982
- Viraj periculos – 1982
- Ringul – 1983
- Căutatorii de aur – 1985
- Ciuleandra – 1985
- Ziua Z – 1985
- Noi, cei din linia întâi – 1986
- François Villon (film) – 1987
- Mircea – 1989
- Coroana de foc – 1990
- Cucerirea Angliei – 1990
- Începutul adevărului – 1993
- Punctul zero – 1996
- Triunghiul morţii – 1999
- Orient Express – 2004
- Cincisprezece – 2005
- Supravieţuitorul – estrado em 11 de abril de 2008
- Carol I (film) – estrado em 9 de maio de 2009
- Poker (film) – 2010
- Ultimul Corupt din România – 2012